# Homo Sapiens (zespół muzyczny)
Homo Sapiens – włoski zespół muzyczny, grający muzykę popową i pop-rockową, założony w 1966 roku na przedmieściach Florencji, początkowo pod nazwą Tarli, w 1971 zmienioną na Homo Sapiens.
W 1977 roku zwyciężył, jako pierwszy w historii włoski zespół, na Festiwalu Piosenki Włoskiej w San Remo piosenką „Bella da morire”.

## Historia
Zespół został założony w 1966 roku na przedmieściach Florencji, początkowo pod nazwą Tarli. Skład zespołu z tamtego okresu: Marzio Mazzanti – gitara basowa, śpiew, Robustiano "Roby" Pellegrini – instrumenty klawiszowe, Claudio Lumetta – śpiew, perkusja, Rodolfo Maltese – gitara, śpiew (po odejściu do Banco del Mutuo Soccorso zastąpił go Maurizio Nuti).
W 1971 roku zespół nawiązał współpracę z Herbertem Paganim i wytwórnią Ri-Fi zmieniając nazwę na Homo Sapiens. W 1973 roku nagrał singiel „Ballerina”, w 1974 – „Oh Marylou”, (autorzy: Roberto Vecchioni i Renato Pareti), a w 1975 – „Tornerai, tornerò”, swój pierwszy sukces.
W 1977 roku Homo Sapiens zwyciężył, jako pierwszy [włoski] zespół, na Festiwalu Piosenki Włoskiej w San Remo piosenką „Bella da morire” (R. Pareti–A. Salerno). W ostatnim wieczorze festiwalu cenzura nie zezwoliła na występ topless trzem wokalistkom, towarzyszącym zespołowi jako chórek. Piosenka została sprzedana w liczbie ponad pół miliona egzemplarzy, osiągając 3 marca tego samego roku 3. miejsce na włoskiej liście przebojów i zajmując 19. miejsce na liście utworów najlepiej sprzedawanych w ciągu roku. Zespół wyruszył w swoje pierwsze, zagraniczne trasy koncertowe po Hiszpanii i innych krajach europejskich oraz Argentynie i Ameryce Południowej.
W 1982 roku zespół rozwiązał się, a w 2000 reaktywował się, głównie w celach koncertowych. W 2017 roku, z okazji 40-lecia sukcesu w San Remo, wydał album ze swoimi największymi przebojami oraz odbył okolicznościową trasę koncertową po głównych włoskich arenach koncertowych.